# 龚隹育墓
30°12′10″N 120°07′35″E / 30.20278°N 120.12639°E
龚隹育墓位于中国浙江省杭州市西湖区月轮山麓六和塔东侧牌楼里，1997年被列为浙江省文物保护单位。
龚隹育（1652-1685），仁和（今杭州）人，曾任户部主事、兵部郎中，山东按察史、江南布政使等职。龚隹育墓坐东北朝西南，占地960平方米。神道长62.7米，依山势逐级上升，依次有石牌坊及华表、神道碑亭及诰封碑亭、石翁仲及石像生，最高处为墓冢。
- 墓道
- 维修中的牌坊及华表
- 维修中的碑亭
- 石翁仲及石马
- 石翁仲
- 石马
- 石马
- 墓冢